# Happy (canção de Leona Lewis)
"Happy" (em português:  "Feliz") é uma canção gravada pela cantora e compositora britânica Leona Lewis para o seu segundo álbum de estúdio, Echo (2009). Foi lançada como o primeiro de dois singles do álbum a 6 de Setembro de 2009 para as rádios nacionais, e a 15 de Setembro de 2009 para ‘’download digital’’. As letras da canção falam sobre uma protagonista que quer ser feliz e aproveitar o dia.
"Happy" recebeu opiniões positivas pelos críticos de música contemporânea, com os críticos louvando a produção, e alguns deles, chamando-a de "música número um". O single foi promovido nos programas de televisão America's Got Talent, The X Factor e no concerto da VH1 Divas em 2009. O vídeo da música foi filmado em Cuba, e descreve uma mulher que está apaixonada por seu amigo. A canção estreou no número cinquenta na Billboard Hot 100 nos Estados Unidos, vendendo quase 52 mil cópias, enquanto no Reino Unido, "Happy", estreou em número dois, sendo bloqueada do topo pela canção "Meet Me Halfway" da banda The Black Eyed Peas. Além disso, o single chegou ao top dez na Áustria, na Alemanha, na Irlanda, no Japão e na Suíça.
Foi regravada por Marina Elali para a telenovela Araguaia, sendo tema do casal Estela(Cleo Pires) e Solano(Murilo Rosa).

## Antecedentes e contexto
"Happy" foi escrita por Leona Lewis, Ryan Tedder e Evan Bogart, e produzida por Tedder para o segundo álbum de estúdio de Lewis, Echo. A música, que tem quatro minutos e dois segundos de duração, foi gravada logo após de ter sido escrita. Lewis comentou: "... O vocal foi totalmente espontâneo eu cantei assim que terminei de escrever. Às vezes é melhor não pensar sobre as coisas." Em uma mensagem na rede social MySpace, Tedder escreveu:
| “ | Eu honestamente sinto que é a música mais bonita em que eu já fiz parte. Meu objectivo quando comecei a trabalhar no novo álbum de Leona foi a '[não]' perseguição ou a influência de qualquer um de seus êxitos anteriores - ou em qualquer canções que [eu] já fiz com alguém, incluindo 'Bleeding Love'. Verdadeiros artistas não olham para trás para os sucessos anteriores; olham para a frente para criar novos momentos e canções com que o mundo pode se conectar de uma maneira diferente. E isso é o que Leona fez com 'Happy'. Espero que [você] goste disso tanto quanto nós, e espero que as letras choquem [em você] tão duro quanto elas me chocaram. | ” |

Lewis discutiu a inspiração para a música em uma entrevista à revista Entertainment Weekly: "[N]ós sentimos que a felicidade é algo que todo mundo se esforça para ter, e às vezes não se trata apenas de ser feliz, mas se você tem obstáculos em sua vida que você tem que superar para ser feliz. E é só nisso que se esforça para chegar lá. Era como olhar para trás em todas as coisas que eu passei, apenas colocando isso na música". A canção foi lançada com dois lados B: "Let It Rain" na Europa e no Japão e "Fly Here Now" apenas no Japão.

## Composição
"Happy" é uma balada pop e rythm and blues (R&B) escrita em Dó maior. O alcance vocal de Lewis se estende de Sol3 a Dó6. Ela se move a 76 batimentos por minuto e é definida no compasso de tempo comum. Lewis explicou a letra e a interpretação de "Happy" em uma entrevista com a Associated Press, dizendo: "É uma contradição da canção, porque, sim, é chamada 'Happy', mas a canção é escura, um pouco triste e sombria. Em minhas músicas, eu quero que as pessoas façam uma viagem, e [para alcançar a] felicidade, você passa por um monte de dor e tristeza para chegar lá algumas vezes e é isso que [eu] queria transmitir na música." Nick Levine do Digital Spy comentou sobre a letra da música que fala sobre um protagonista, que, independentemente do que acontecer, quer ser feliz, enquanto a mensagem da canção é "aproveitar o dia". De acordo com Gordon Smart do The Sun, a canção é sobre um rompimento de relacionamento e apresenta "bateria distorcida" e "teclados gemendo".

## Videoclipe
O vídeo oficial da canção foi gravado por Jake Nava, em Cuba. Apresentando uma belíssima performance, Leona se apaixona por um rapaz que com seu jeito consegue atraí-la. Os dois ficam cada dia mais próximos, mas ao final, a surpreendente história, demonstra que o mesmo rapaz, troca Leona por outra mulher, deixando um ar de decepção em seu olhar. E mesmo tendo passado por isso, ela ainda continua tentando ser feliz.

## Desempenho nas paradas
| Parada (2009)                                  | Melhor posição |
| ---------------------------------------------- | -------------- |
| Austrália (ARIA)                               | 26             |
| Áustria (Ö3 Austria Top 75)                    | 2              |
| Bélgica (Ultratip Bubbling Under de Flandres)  | 6              |
| Bélgica (Ultratop 50 da Valônia)               | 21             |
| Canadá (Canadian Hot 100)                      | 15             |
| República Checa (Rádio Top 100)                | 11             |
| Dinamarca (Hitlisten)                          | 25             |
| European Hot 100 Singles                       | 3              |
| O campo songid é OBRIGATÓRIO PARA PARADA ALEMÃ | 3              |
| Irlanda (IRMA)                                 | 3              |
| Japão (Japan Hot 100)                          | 7              |
| Países Baixos (Single Top 100)                 | 74             |
| Nova Zelândia (Recorded Music NZ)              | 20             |
| Noruega (VG-lista)                             | 17             |
| Espanha (PROMUSICAE)                           | 14             |
| Suécia (Sverigetopplistan)                     | 11             |
| Suíça (Schweizer Hitparade)                    | 4              |
| Reino Unido (UK Singles Chart)                 | 2              |
| US Billboard Hot 100                           | 31             |
| US Billboard Pop Songs                         | 32             |

| Parada (2009)            | Posição |
| ------------------------ | ------- |
| Hungarian Singles Chart  | 113     |
| UK Singles Chart         | 83      |
| European Hot 100 Singles | 61      |

| País        | Provedor     | Certificação |
| ----------- | ------------ | ------------ |
| Canadá      | Music Canada | Ouro         |
| Reino Unido | BPI          | Prata        |

## Trajetórias
| Posição | 98 | 68 | 59 | 31 | 70 | 79 |

| Venda Mundial | 849.000 |

## Curiosidades
- Leona se apresentou no programa que lhe revelou no dia 10 de novembro cantando o novo single, e deixando todos que assistiam sua apresentação no The X Factor surpresos com uma belíssima performance.
- Leona fez apresentação da música em vários programas conhecidos mundialmente como o Today Show, American Idol, entre outros.

## Versão de Marina Elali
| “ | "Oi gente,hoje "Happy" bombou na novela...nem acreditei, a musica tocou quase toda numa cena linda (Cleo Pires e Murilo Rosa)...Emocionada...." | ” |